# City of Manchester Stadium
O City of Manchester Stadium (em português: Estádio Cidade de Manchester), oficialmente conhecido como Etihad Stadium por questões de patrocínio, é um estádio de futebol localizado em Manchester, na Inglaterra, sede do Manchester City Football Club. Projetado para ser sede dos Jogos Olímpicos de 2000, perdeu a disputa com Sydney (Austrália), mas foi sede dos Jogos da Commonwealth de 2002. O estádio também sediou a decisão da Copa da UEFA, na temporada 2007-08.

## História

### Construção

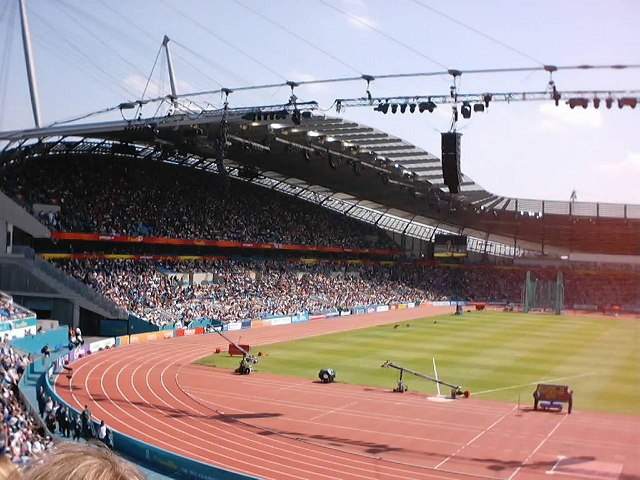
Etihad Stadium em 2002, antes da reforma

Os primeiros planos para a construção de um estádio na cidade de Manchester surgiu como parte da tentativa da cidade para sediar os Jogos Olímpicos de Verão de 2000. O conselho da cidade de Manchester encomendou o projeto de um estádio com uma capacidade de 80.000 espectadores em terreno vazio conhecido como Eastlands. No entanto, em outubro de 1993 os jogos foram atribuídos à cidade australiana de Sydney. Mais tarde, a cidade de Manchester apresentou uma proposta bem-sucedida para hospedar os Jogos da Commonwealth de 2002.
Em 1996, o estádio competiu com Estádio de Wembley para se tornar o estádio nacional, mas os recursos foram utilizados para construir o novo estádio de Wembley, onde estava localizado o antigo. Em dezembro de 1999, o então primeiro-ministro do Reino Unido, Tony Blair em janeiro de 2000 lançou a primeira pedra para a construção do estádio, a construção começou em Dezembro de 1999. O estádio foi projetado pelo escritório de engenharia e construção Arup Associates e construído por Laing Construction Ltd., com um custo aproximado de 110 milhões de libras, 77 dos quais foram pagos pelo Sport England e o restante pela Prefeitura de Manchester.

### Conversão para o futebol

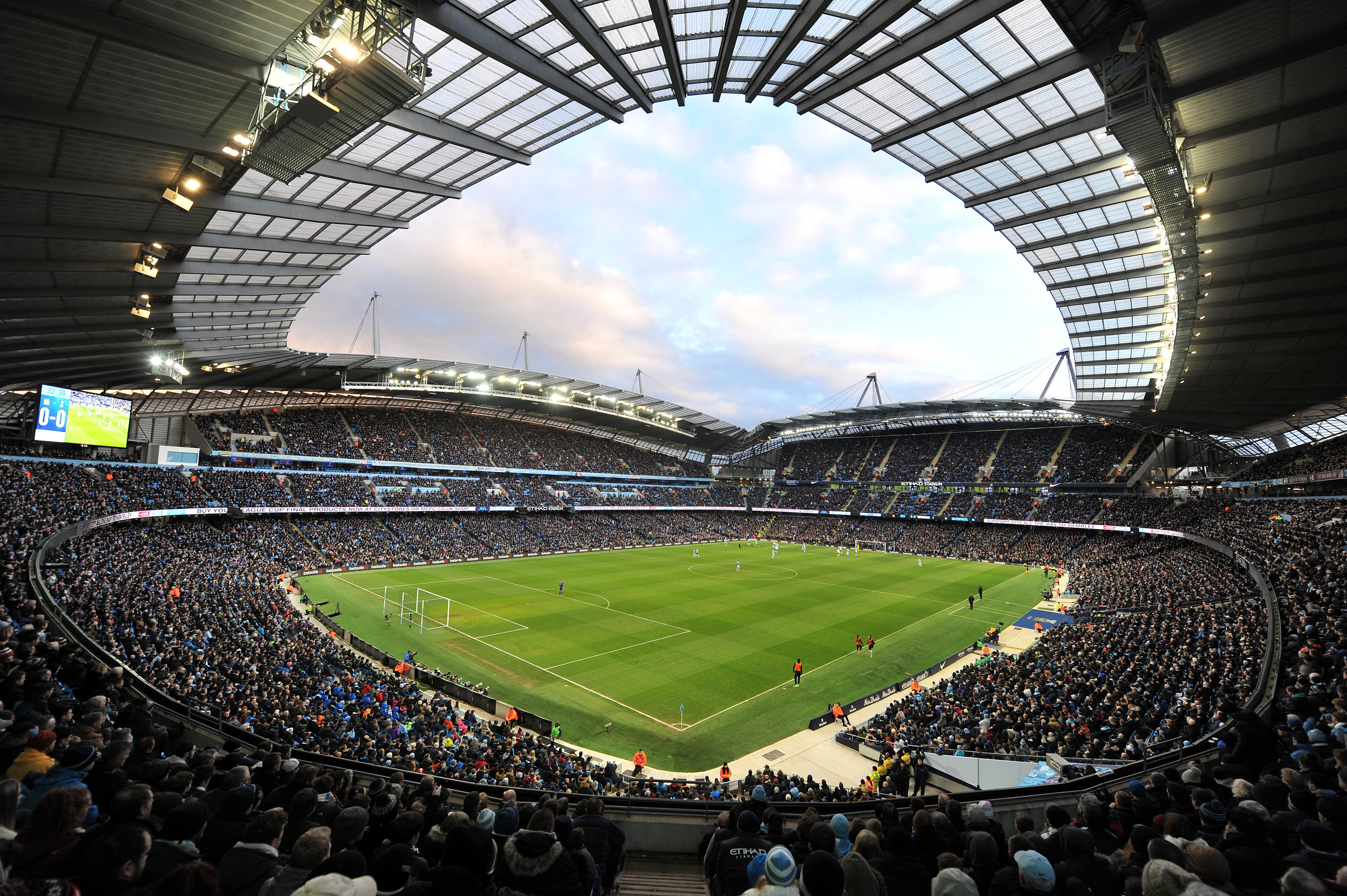
Etihad Stadium depois da reforma

Depois de eventos bem sucedidos no atletismo nos Jogos da Commonwealth, a conversão em um local de futebol foi criticada por figuras importantes do atletismo, como Jonathan Edwards e Sebastian Coe. Como o Reino Unido não tinha um local de atletismo de grande porte, o conselho fez questão de manter a pista de atletismo e propôs que assentos móveis fossem instalados após os jogos. A proposta dos assentos móveis, teria custado cerca de £ 50 milhões, e a capacidade de assentos teria sido cerca de 60.000 pessoas, enquanto que para remover a pista e atingir uma capacidade de cerca de 48.000 pessoas, o custo seria £ 22 milhões. Arquitetos da Arup Associates acreditavam na história de que a manutenção de uma pista de atletismo em um estádio de futebol muitas vezes não funciona - e citou exemplos como o Stadio delle Alpi e o Estádio Olímpico de Munique, com ambas as equipes de Juventus e Bayern de Munique se mudarem para novos estádios menos de 40 anos após herdar-los. O conselho da cidade de Manchester queria evitar um elefante branco e dar o estádio de longo prazo a viabilidade financeira, um extenso trabalho foi realizado para converter o estádio para o futebol.
A pista foi retirada e deu lugar a uma camada adicional de assentos. O trabalho levou um ano e acrescentou 12 mil lugares. O custo de conversão do estádio custou £ 30 milhões, financiados pelo clube.
A primeira partida de futebol realizada no estádio após a reforma, foi um amistoso entre Manchester City e Barcelona em 10 de agosto de 2003, O Manchester City venceu o jogo por 2-1;. O primeiro gol do novo estádio foi marcado por Nicolas Anelka. O 1º jogo do Manchester City na Premier League no novo estádio foi em 23 de Agosto, um jogo em que empatou 1-1 com o Portsmouth.

## Nome
O estádio é conhecido por vários nomes alternativos. O nome do City of Manchester Stadium é muitas vezes abreviado como COMS na mídia impressa. Também é às vezes chamado de "O Acampamento Azul" (Camp Blue em Inglês), inspirado no nome do campo do FC Barcelona, Camp Nou. Em 2011, o Manchester City acertou a venda dos Naming Rights com a companhia aérea dos Emirados Árabes Unidos, Etihad Airways, passando o estádio a se chamar Etihad Stadium.

## Arquitetura e instalações

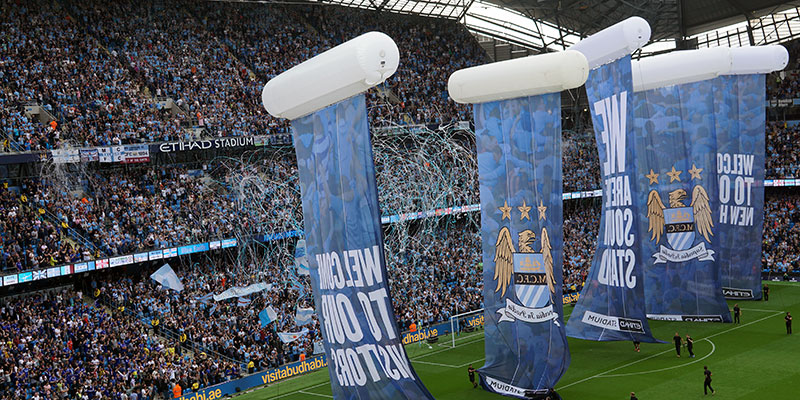
Inauguração da nova arquibancada do lado sul

O City of Manchester Stadium é composto por três níveis de arquibancadas nas laterais, nas arquibancadas localizadas atrás dos gols, a Arquibancada Sul passou a ser composta por três níveis após a expansão que ocorreu entre 2014 e 2015, já a Arquibancada Norte possui apenas dois níveis. Cada lado do estádio tem seu nome, como é comum em vários estádios da europa; Inicialmente, os nomes eram: North Stand (Arquibancada Norte), South Stand (Arquibancada Sul), East Stand (Arquibancada Leste) e West Stand (Arquibancada Oeste). Em fevereiro de 2004, o West Stand foi rebatizado com o nome de Colin Bell Stand em homenagem a Colin Bell, antigo jogador de futebol; A partir de 2003, o South Stand foi rebatizado com o nome de Key 103 Stand por motivos publicitários e de patrocínio; Uma parte do North Stand foi rebatizada com o nome de Family Stand (Arquibancada da família), reservada para os torcedores que vão ao estádio com crianças. O East Stand foi rebatizado com o nome de Kippax em memória do Maine Road, antigo estádio do Manchester City.
Os torcedores visitantes ficam concentrados em uma parte do South Stand.
O teto do estádio tem um formato oval e é suportado por cabos de aço ligados a oito torres que por sua vez fornecem acesso ao andar superior com rampas em forma espiral. O acesso ao estádio é controlado por um sistema de cartões inteligentes, Este sistema permite a passagem de 1.200 pessoas por minuto em todas as entradas. Há um túnel abaixo do estádio que permite o acesso a veículos de emergência e permite a entrada direta para o estádio do ônibus da equipe visitante. O estádio tem seis restaurantes temáticos, dois com vista para o campo, e instalações para conferências.O City of Manchester Stadium tem a maior área de todo o futebol Inglês, o campo é formado por grama natural reforçada com fibras de grama artificial.
O estádio é o centro da região conhecida como Sportcity, que inclui também outras instalações desportivas. A Arena de Atletismo Regional é adjacente ao estádio e tem uma capacidade de 6.178 espectadores. O City of Manchester Stadium está a uma curta distância do Velodrome de Manchester e do Centro de Squash Nacional. Em frente ao estádio fica a mais alta escultura de todo o Reino Unido, o "B of the Bang", construído para comemorar o sucesso dos Jogos da Commonwealth de 2002. Em setembro de 2006, O Manchester City recebeu a permissão para construir turbinas eólicas no estádio com cerca de 85 metros. Esta turbina foi projetada por Norman Foster para fornecer energia para o estádio e casas nas proximidades. Sua construção fará com que o City of Manchester Stadium seja o primeiro estádio do mundo cujo consumo de energia é fornecida por um Aerogerador.
O Estádio ganhou vários prêmios de design, incluindo o Prêmio de Design Inclusivo do Royal Institute of British Architects, em 2004 e o Prêmio Especial da Instituição de Engenheiros Estruturais em 2003.

## Reação dos fãs
A reação dos fãs ao estádio foi em geral positiva, em um estudo em 2005 sobre os estádios favoritos do Reino Unido, o Etihad Stadium ficou com a 2º posição, atrás apenas do Estádio Old Trafford, também na cidade de Manchester. No entanto, a atmosfera dentro do estádio foi criticada, dizendo que a atmosfera não podia se comparar a de Maine Road (antigo estádio do Manchester City). No entanto, o ambiente tem vindo a melhorar com os fãs se acostumando ao novo estadio.

## Galeria

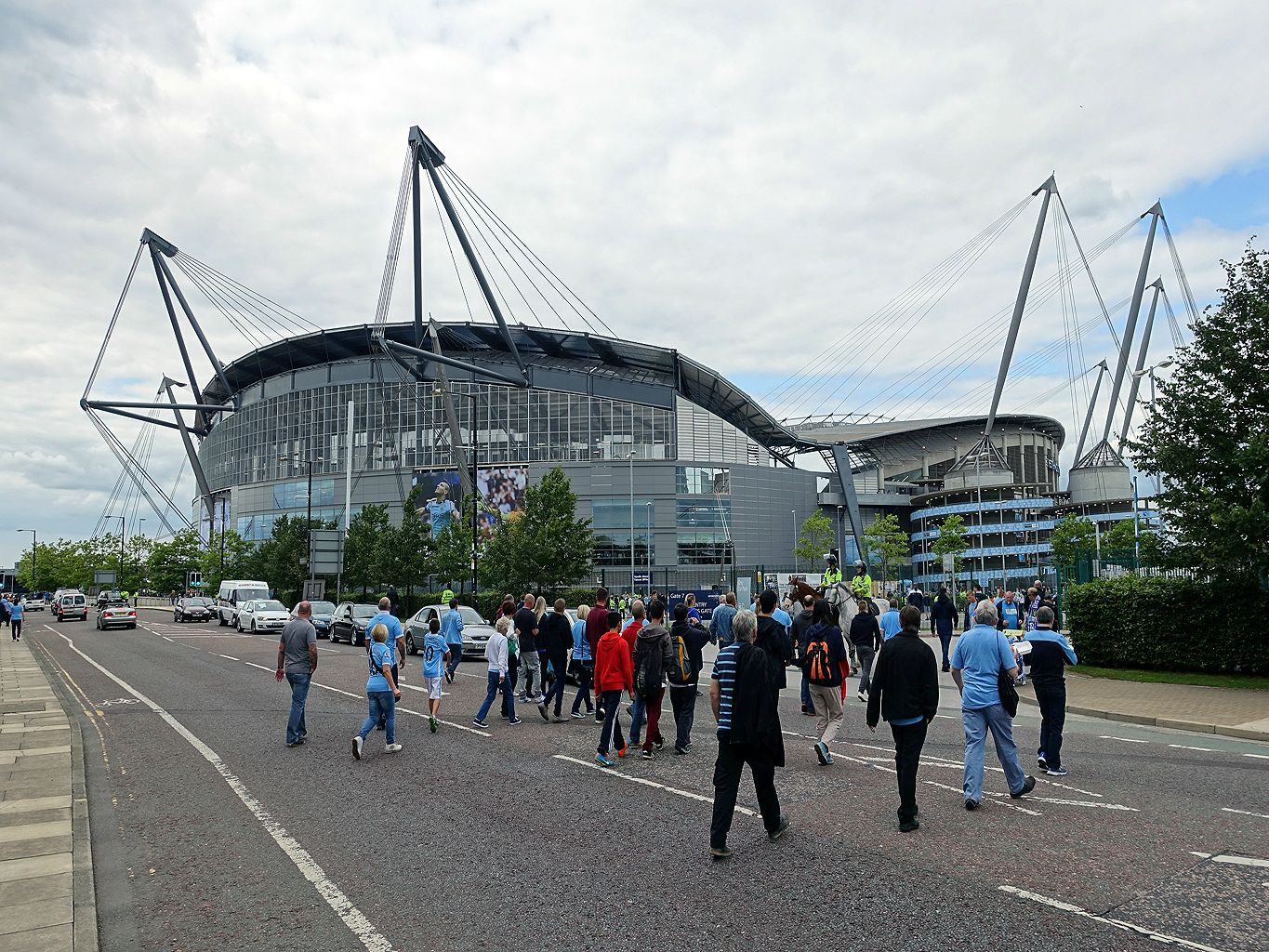
O exterior do City of Manchester Stadium.
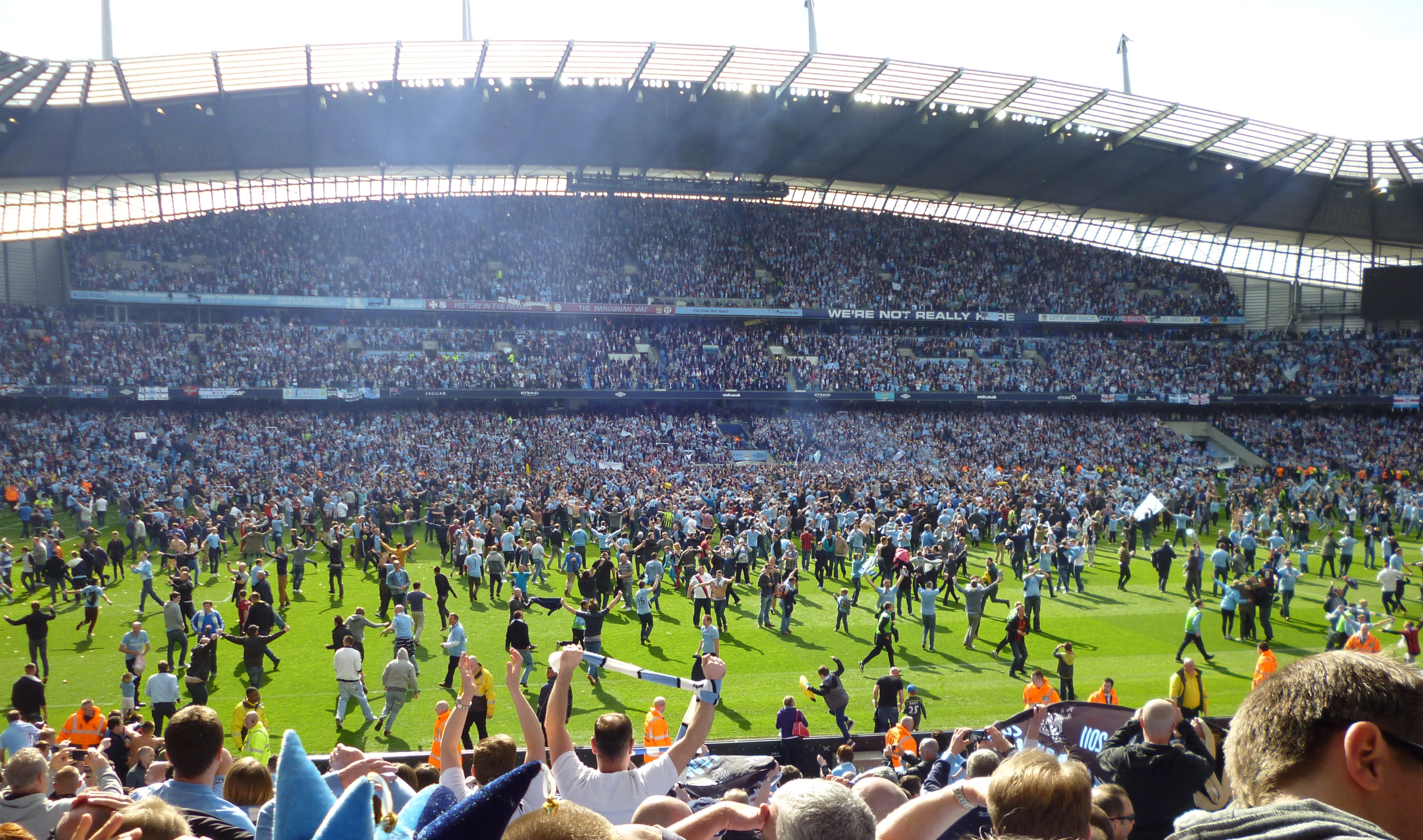
A Invasão depois do título da Premier League 2011-12.
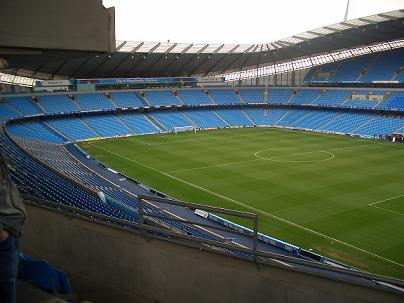
Interior.
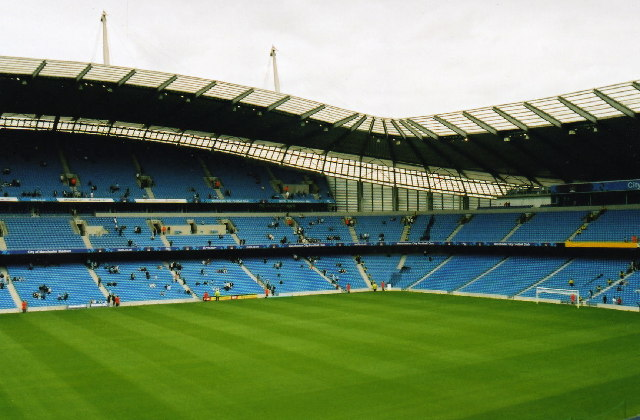
Interior.
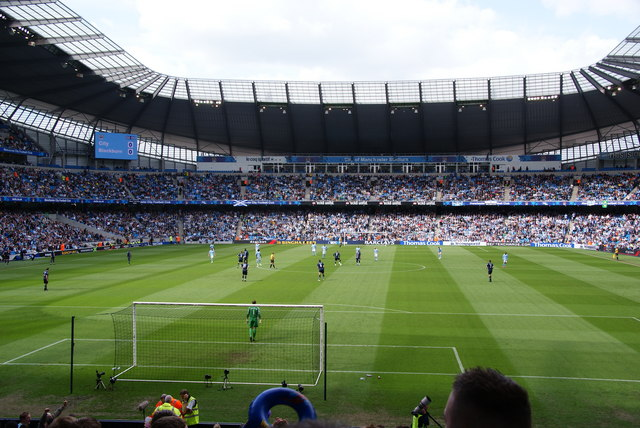
Vista atrás do gol.
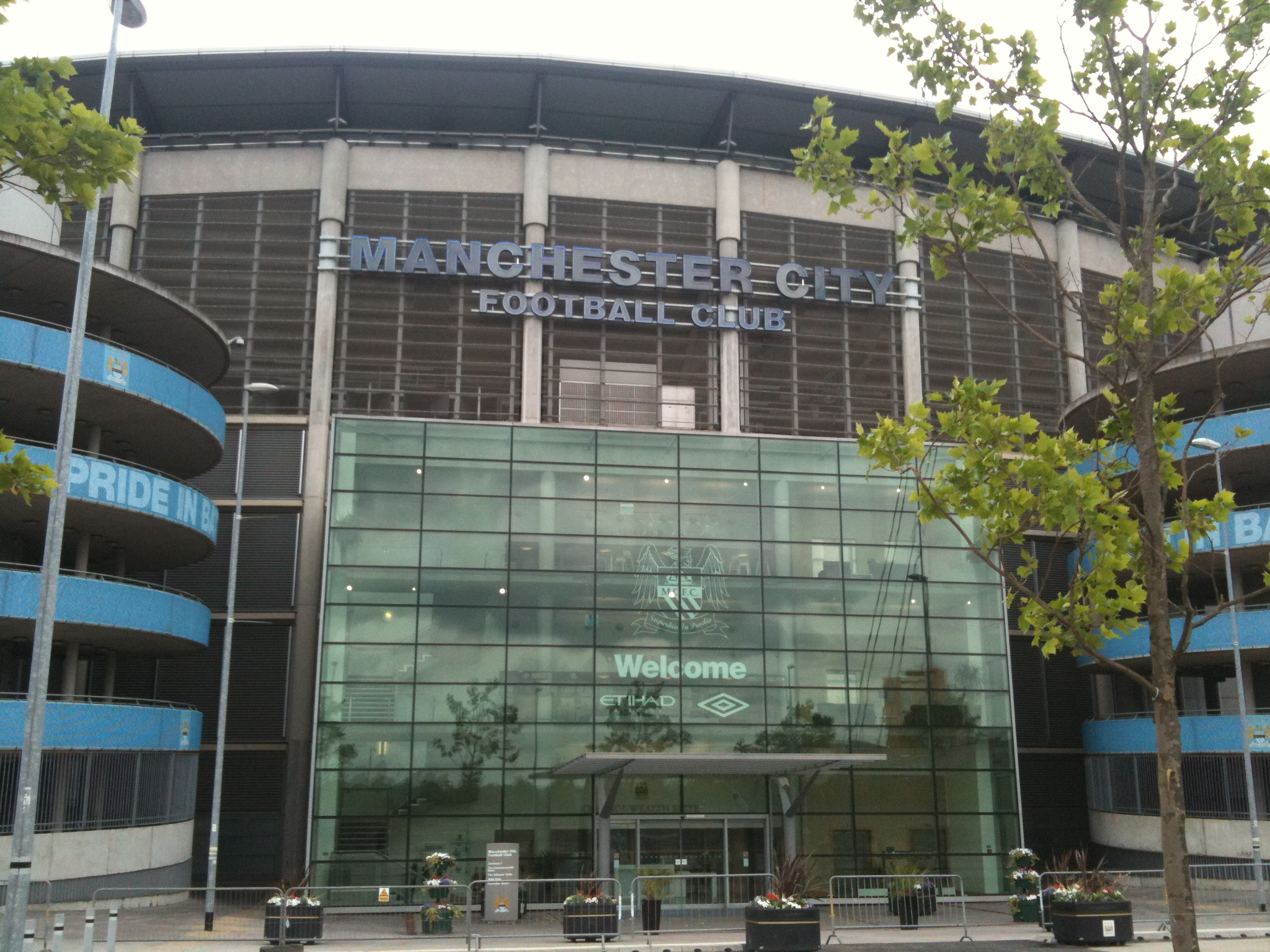
Vista da fachada.
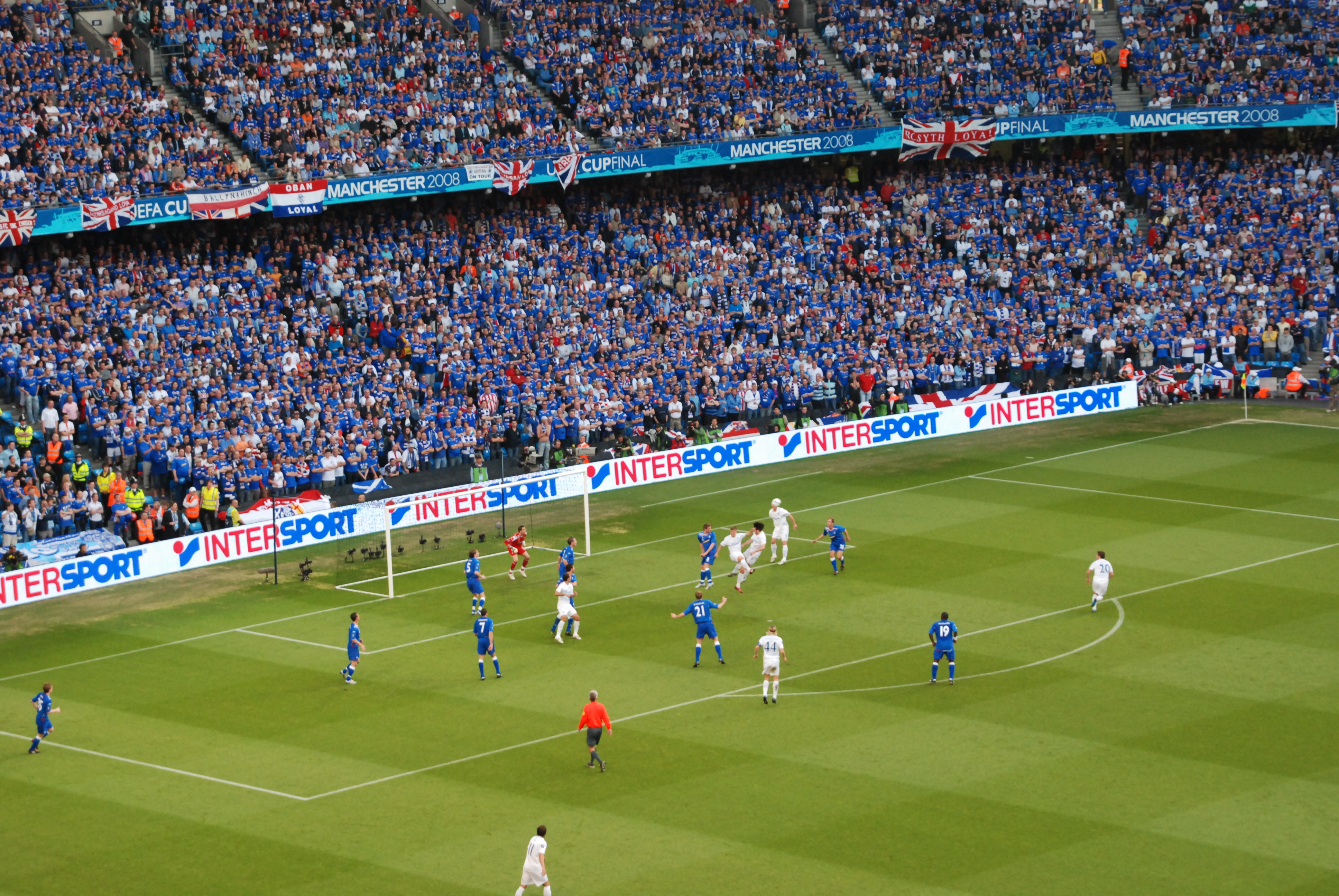
A Partida da final da Copa UEFA 2007-08, vencida pelo Zenit, sobre o Rangers.